# Disruptor endócrino
Disruptores endócrinos (também chamados de desreguladores endócrinos) são substâncias exógenas que agem como hormonas no sistema endócrino e causam alterações na função fisiológica das hormonas endógenas.
Estudos têm ligado os disruptores endócrinos a efeitos biológicos adversos em animais, dando origem a preocupações de que a exposição a níveis baixos possam causar efeitos similares em humanos.
Desde a publicação do livro de Rachel Carson, Silent Spring, têm havido preocupações sobre os potenciais efeitos profundos e deletérios de agentes químicos nas populações da vida selvagem e que a saúde humana está muito ligada à saúde do meio ambiente.
Apesar de pesquisadores terem estudado os efeitos endócrinos de químicos, no passado, o termo disruptor endócrino foi cunhado em 1991, numa conferência no Wingspread Conference Center em Racine, Wisconsin. Esta conferência foi dirigida por Theo Colborn, então ligada ao World Wildlife Fund e à W. Alton Jones Foundation. O termo foi introduzido na literatura científica com o seu artigo de 1993. Neste artigo, afirmava que os químicos no ambiente afectam o desenvolvimento do sistema endócrino e que esses efeitos de exposição durante o desenvolvimento são permanentes.
Os disruptores endócrinos são compostos por uma grande variedade de classes químicas, incluindo hormonas, constituintes vegetais, pesticidas, compostos usados na indústria do plástico e em produtos de consumo e em outros subprodutos e poluentes industriais. Alguns estão altamente dispersos no ambiente. Alguns são poluentes orgânicos persistentes (POP) e podem ser transportados a longas distâncias, através de fronteiras nacionais e têm sido encontrados em virtualmente todas as regiões do planeta. Outros são rapidamente degradados no ambiente ou corpo humano ou podem estar presentes por apenas pequenos períodos de tempo. Os efeitos na saúde provocados por disruptores endócrinos incluem uma variedade de problemas reprodutivos, incluindo fertilidade reduzida, anormalidades no trato reprodutivo masculino e feminino, alterações na razão machos/fêmeas, perda de fetos, problemas de menstruação, mudanças nos níveis hormonais, puberdade iniciando mais cedo, problemas comportamentais e cerebrais, funções imunitárias afectadas e vários tipos de cancro.
Um exemplo das consequências da exposição de animais em processo de desenvolvimento, incluindo humanos, a agentes hormonalmente activos, é o caso do Dietilestilbestrol, um estrogénio não-esteróide e não um não poluente ambiental. Anteriormente a ser banido, no início da década de 1970, médicos prescreveram este composto a até 5 milhões de mulheres grávidas, para impedir o aborto espontâneo, um uso off label deste medicamento antes de 1947. Foi descoberto que, depois das crianças terem passado a puberdade, o composto afectou o desenvolvimento do sistema reprodutivo e causou cancro vaginal. A relevância deste caso no que diz respeito aos riscos de exposição a disruptores endócrinos é questionável, devido ao facto de as doses envolvidas serem muito mais elevadas nestes indivíduos do que aquelas relacionadas com exposições ambientais.